# Црква Свете Петке у селу Добрчане
Црква Свете Петке је порушена црква у селу Добрчане, на територији општине Гњилане, на Косову и Метохији. Припада Епархији рашко-призренске Српске православне цркве.
Црква посвећеној Светој Петки се налазила на 10 километара источно од Гњилана, на путу за Косовску Каменицу. Саграђена је после Првог светског рата.

## Историја

### Период након рата на Косову и Метохији 1999. године
Разарање цркве 1999. године је уследило након доласка америчких снага КФОР-а, албански екстремисти су спалили цркву, тиме је кров пао унутар цркве.

Албанци који живе у непосредној близини, цркву користе као депонију на коју одлажу отпад. Црква је урасла у коров, а унутар ње је шибље и камење. Монаси манастира Драганац и парох каменички Зоран Вујић, посетили су цркву 30. августа 2024. године где су парастосом за упокојене и акатистом Светој Петки богослужили на остацима светиње, уз присуство КФОР-а.